# Saibou Safiou
Adam Saibou Safiou (* 31. Dezember 1991 in Lomé) ist ein togoischer Fußballspieler.

## Karriere

### Verein
Safiou startete seine Karriere in der Jugend von OC Agaza. Im Jahre 2007 startete er mit AS Douanes de Lomé in das Championnat National de Premiere Division seine Profikarriere. Nachdem er in der ersten Saisonhälfte gute Leistung gezeigt hatte, wechselte er im Sommer 2007 zu Al-Ittihad Tripoli in die League Division 1 nach Libyen. Nach zwei Jahren in Libyen für Al-Ittihad ging er im Mai 2009 zum ägyptischen Egyptian Premier League B team Al-Tersana al-Gīza. In Ägypten spielt er wiederum nur ein Jahr und schloss sich im Mai 2010 den beninischen Erstligisten USS Kraké an. Am 18. Juni 2011 war er auf Empfehlung seines Trainers Moussa Latoundji im Probetraining des deutschen zweit Bundesligisten Energie Cottbus. Eine Verpflichtung kam für Energie nicht in Frage und so schloss sich Saibou am 12. Oktober 2011 den AS Mangasport aus Gabun an. Im März 2012 kehrte in seine togoische Heimat zurück und unterschrieb für Dynamic Togolais Lomé (DYTO). Nachdem er mit Dyto 2012 die Meisterschaft des Championnat National de 1ère Division in Togo gewann, kehrte Safiou im Frühjahr 2013 nach Benin zum USS Kraké zurück.

### International
Saibou spielte 13 Länderspiele für die U-17 von Togo, darunter drei Spiele im Rahmen der U-17-Fußball-Weltmeisterschaft 2007 in Mexiko. Sein Debüt für die A-Nationalmannschaft gab er am 26. März 2011 in der Qualifikation für den African Cup of Nations gegen die Malawische Fußballnationalmannschaft.